# François Boivin
François Boivin (ur. 8 grudnia 1982 w Jonquière) – kanadyjski snowboardzista, wicemistrz świata.

## Kariera
Po raz pierwszy na arenie międzynarodowej pojawił się w 1998 roku, startując na mistrzostwach świata juniorów w Chamrousse. Zajął tam 26. miejsce w slalomie gigancie. Jeszcze trzykrotnie startował na imprezach tego cyklu, najlepsze wyniki osiągając podczas mistrzostw świata juniorów w Rovaniemi, gdzie zdobył dwa medale. Najpierw zwyciężył w gigancie równoległym (PGS), a dwa dni później był trzeci w snowcrossie.
W Pucharze Świata zadebiutował 10 grudnia 1999 roku w Whistler, gdzie zajął 61. miejsce w gigancie. Pierwsze pucharowe punkty wywalczył 17 listopada 2000 roku w Tignes, zajmując 28. miejsce w snowcrossie. Na podium zawodów pucharowych po raz pierwszy stanął 7 lutego 2002 roku w Berchtesgaden, kończąc rywalizację w snowcrossie na trzeciej pozycji. W zawodach tych wyprzedzili go jego rodak, Jasey-Jay Anderson i Austriak Lukas Grüner. W późniejszych startach jeszcze dwukrotnie stawał na podium zawodów PŚ: 11 marca 2005 roku w Sierra Nevada i 13 marca 2009 roku w La Molina był trzeci w tej konkurencji. Najlepsze wyniki osiągnął w sezonach sezonie 2003/2004, kiedy to zajął dziewiąte miejsce w klasyfikacji generalnej.
Największy sukces w karierze osiągnął w 2005 roku, kiedy na mistrzostwach świata w Whistler wywalczył srebrny medal w snowcrossie. W zawodach tych rozdzielił dwóch reprezentantów USA: Setha Wescotta i Jaysona Hale'a. Był też między innymi siódmy podczas mistrzostw świata w La Molinie w 2011 roku. W 2006 roku wystąpił na igrzyskach olimpijskich w Turynie, zajmując dziesiąte miejsce. Brał też udział w igrzyskach w Vancouver cztery lata później, kończąc rywalizację na dwunastej pozycji.
W 2011 roku zakończył karierę.

## Osiągnięcia

### Igrzyska olimpijskie
| Miejsce | Dzień     | Rok  | Miejscowość | Konkurencja | Zwycięzca    |
| ------- | --------- | ---- | ----------- | ----------- | ------------ |
| 10.     | 16 lutego | 2006 | Turyn       | Snowcross   | Seth Wescott |
| 12.     | 15 lutego | 2010 | Vancouver   | Snowcross   | Seth Wescott |

### Mistrzostwa świata
| Miejsce | Dzień       | Rok  | Miejscowość          | Konkurencja       | Zwycięzca           |
| ------- | ----------- | ---- | -------------------- | ----------------- | ------------------- |
| DNF     | 24 stycznia | 2001 | Madonna di Campiglio | Gigant równoległy | Nicolas Huet        |
| 34.     | 28 stycznia | 2001 | Madonna di Campiglio | Snowcross         | Guillaume Nantermod |
| 22.     | 13 stycznia | 2003 | Kreischberg          | Gigant równoległy | Dejan Košir         |
| 36.     | 14 stycznia | 2003 | Kreischberg          | Slalom równoległy | Siegfried Grabner   |
| 14.     | 19 stycznia | 2003 | Kreischberg          | Snowcross         | Xavier de Le Rue    |
| 2.      | 16 stycznia | 2005 | Whistler             | Snowcross         | Seth Wescott        |
| 11.     | 14 stycznia | 2007 | Arosa                | Snowcross         | Xavier de Le Rue    |
| 11.     | 18 stycznia | 2009 | Gangwon              | Snowcross         | Markus Schairer     |

### Puchar Świata

#### Miejsca w klasyfikacji generalnej
- sezon 1999/2000: 127.
- sezon 2000/2001: 75.
- sezon 2001/2002: 18.
- sezon 2002/2003: 19.
- sezon 2003/2004: 9.
- sezon 2004/2005: -
- sezon 2005/2006: 63.
- sezon 2006/2007: 63.
- sezon 2007/2008: 189.
- sezon 2008/2009: 23.
- sezon 2009/2010: 41.
  - SBX[1]
- sezon 2010/2011: 31.

#### Miejsca na podium
1. Berchtesgaden – 7 grudnia 2004 (snowcross) - 3. miejsce
2. Sierra Nevada – 11 marca 2005 (snowcross) - 3. miejsce
3. La Molina – 13 marca 2009 (snowcross) - 3. miejsce